# 中庸全音律
中庸全音律，是古典音律的一种，应用于文艺复兴后期至巴洛克时期左右。

## 四分之一音差中全律
E按五度相生法生律是C-G-D-A-E，可这样的E与C不协和。所以把每个五度都降低一点，使E与C成为协和的纯律三度。

## 其他中庸全音律
约瑟夫・扎利诺在《Le istitutioni harmoniche (1558)》提出了把普通音差分为7份，纯五度减少2份音差的方法，也就是2/7音差中全律。此音律大小三度都比纯律小1/7音差。
弗朗西斯科・德・萨利纳斯在《De musica libri septem (1577)》记录了1/3音差中全律，小三度协和。
五度五度减少的量少于1/4音差，比如1/5或1/6音差等，虽然大三度比纯律大，但狼音缓和，转调限制减少。若使用减少1/12最大音差的五度，则所有五度相等，与十二平均律等同。